# Полабська мова

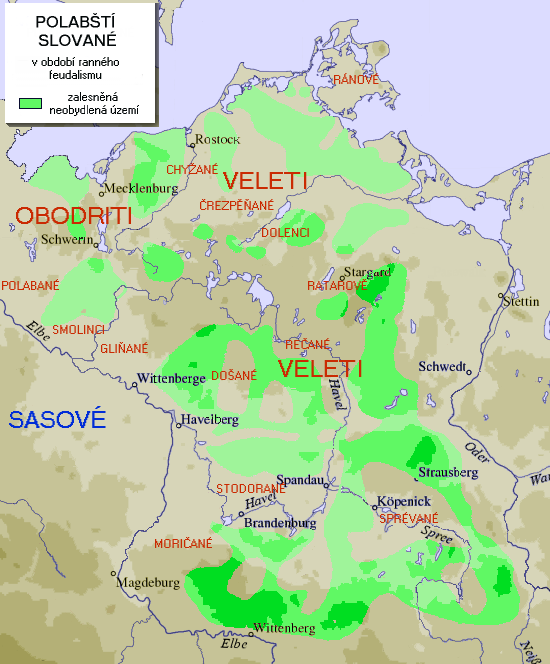
Колишні області полабських слов'ян.

Полабська мова — мертва західно-слов'янська мова. Рідна мова нащадків слов'янського племені древан. Була поширеною на крайньому заході слов'янського ареалу серед селян Люнебурзького герцогства на лівому березі річки Ельба (Лаба) (сучасний район Люхов-Данненберґ землі Нижня Саксонія в Німеччині). До середини XVIII століття полабська мова вимерла, слов'яни Люнебурґа заговорили лише німецькою.
Полабська мова була найближчою до польської та разом з нею, кашубською та вимерлою словінською належить до лехітської підгрупи західнослов'янських мов.
Для полабської мови характерні збереження низки архаїчних рис (наявність носових голосних; форми без метатези плавних; наявність аориста й імперфекта; релікти двоїни; деякі просодичні особливості), поява інновацій, низка з яких пов'язана з впливом німецької мови (дифтонгізація закритих голосних; перехід голосних о в ö, ü і a в o; перехід приголосних g, k в деяких позиціях в d, t; в низці випадків редукція кінцевих голосних; спрощення в наголосі; особливості утворення складних часів та ін.), наявність великої кількості середньонижньонімецьких лексичних запозичень.
Полабською мовою не було писемності, вона відома за декількома словниками та записами текстів, здійсненими наприкінці XVII — на початку XVIII століть (німецько-полабський словник К. Генніґа, записи селянина Я. П. Шульце, французько-полабський словник І. Пфеффінґера та ін.). Полабська мова також відбита в топоніміці та деяких особливостях німецьких говорів на півночі Німеччини.

## Ареал
Була поширена з VII ст. до першої половини XVIII ст. здебільшого по правому березі річки Лаба (Ельба) в німецькому Люнебурзькому герцогстві (тепер округ Люхов-Даненберг землі Нижня Саксонія в Німеччині), де й записано пам'ятки цією мовою, а також на теренах півночі сучасної Німеччини (Мекленбург, Бранденбург, Шлезвіг).
Ареал поширення полабської мови межував із серболужицькими (сорбськими) діалектами на сході Німеччини.
Починаючи з X-XII ст., у зв'язку з німецьким переселенням на cхід, її поступово витіснено німецькою мовою. Остання носійка мови померла 1756 року у віці 88 років.

## Особливості
Архаїчні риси:
- збережено носові звуки [ą] і [ę]: pętь > pąt
- збережено в дієвідміні аориста та імперфекта.

Іновації:
- дифтонгізація закритих голосних [i] > [ai̯], [u] > [au̯], [y] > [oi̯]: blizko > blai̯sk, duša > dau̯sa, ryba > roi̯ba
- зміна слов'янського [о] в [ü], [ö]: dobryi > dübre, koza > t'öza (вплив німецької мови)
- зміна слов'янського [а] в [о]: sam > som, jabloňa > joblünia (вплив німецької мови)
- зміна слов'янських [g], [k] у м'які [d'], [t']: gora > d'öra, kuchar > t'auchior
- плутання [š] та [s] залежно від діалекту: širokyi > sarüt'e, але slyna > šlaina
- редукція прикінцевих голосних: lěto > let, спрощення у відмінах.

У лексиці велика кількість запозичень із німецької мови.

## Пам'ятки
Мова була безписемною, але в XVII-XVIII ст. записано декілька коротких текстів, а також складено словник на 5 тис. слів.
Окрім нечисленних пам'яток полабської мови, збереглися також полабські назви в топоніміці Нижньої Саксонії.